# Judith (canción)
«Judith» es una canción compuesta por el grupo estadounidense de rock alternativo A Perfect Circle. Fue publicado en Norteamérica como un sencillo en CD de 1 pista, y en Australia como vinilo y sencillo en CD de 4 pistas. La canción se utilizó para la promoción de Mer de Noms, su primer álbum, publicado tres meses antes. En una entrevista a la banda, el guitarrista Billy Howerdel señaló que "Judith" era "verdaderamente una canción única en la manera que se hizo -de principio a fin- en una sola sesión". Según Howerdel, había partes de Judith ya terminadas antes de conocer al vocalista Maynard James Keenan, pero cuando Keenan se unió, la canción se volvió más contundente.
El cantante Maynard James Keenan explica que el nombre de la canción es por su madre Judith Marie Keenan, quien sufrió un aneurisma cerebral y se quedó, para el resto de su vida, en una silla de ruedas.
La banda se ha asociado siempre a Tool, la otra banda del vocalista. "Judith" poseía conexiones relacionadas con las dos bandas, por lo que atrajo tanto a los fanes de Tool, como a los aficionados de la música rock más contundente.

## Pistas
1. «Judith» - 4:03
2. «Magdalena» (Live) - 4:15
3. «Breña» (Live) - 4:04
4. «Orestes» (Demo) - 3:24

## Video
El videoclip de la canción fue dirigido por David Fincher, director de Fight Club y Se7en. El video musical consiste en un espacioso y oscuro estudio donde la banda toca, y con multitud de recursos que David Fincher utiliza en sus películas, como efectos de iluminación, humo, ocultación de los rostros, y manipulación de frames.
En una entrevista con Sook-Yin Lee, quien trabajó en el canal canadiense MuchMusic, Billy Howerdel reveló que la banda quería un videoclip con una línea argumental, pero que, debido a restricciones de tiempo, no pudo realizarse y se grabó como es en la actualidad.
- Datos: Q2059765